# Alien Love Triangle
Pour plus de détails, voir Fiche technique et Distribution.

Alien Love Triangle est un court métrage de comédie et de science-fiction réalisé par Danny Boyle. Il a été tourné en 2002 mais n'a été projeté pour la première fois qu'en 2008.
Ce film devait à l'origine faire partie d'une trilogie de courts-métrages de 30 minutes. Cependant, les deux autres films prévus, Mimic et Impostor, sont devenus des longs-métrages et le projet a donc été annulé.
Le court-métrage est présenté en première mondiale le 23 février 2008 à l'occasion de la fermeture du théâtre La Charrette de Gorseinon et en présence de Kenneth Branagh.

## Fiche technique
- Titre original : Alien Love Triangle
- Réalisation : Danny Boyle
- Scénario : John Hodge
- Musique : Simon Boswell
- Pays d'origine :  Royaume-Uni
- Genre : Comédie de science-fiction
- Langue originale : anglais

## Distribution
- Kenneth Branagh : Steven Chesterman
- Alice Connor : Sarah
- Courteney Cox : Alice
- Heather Graham : Elizabeth